# Interior de Goiás

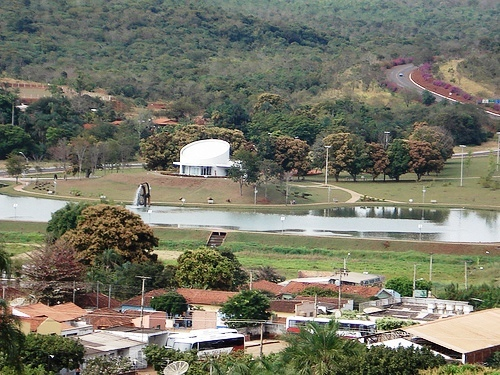
Jataí, o maior produtor de grãos de Goiás

O interior de Goiás ou interior goiano é a região que abrange todo o estado de Goiás, com exceção a Região Metropolitana de Goiânia e a Região Integrada de Desenvolvimento do Distrito Federal e Entorno.

## Economia do interior de Goiás
O interior goiano tem sua economia baseada principalmente no agronegócio, no extrativismo e no turismo, sendo a indústria com certa representação com maior destaque em Anápolis - maior polo industrial do Centro-Oeste,[carece de fontes?] destacando também, o polo farmoquímico e uma montadora da Hyundai.
Apesar de ser considerado um município do interior do estado de Goiás, a proximidade de Anápolis com a capital Goiânia de aproximadamente 55 km de distância de certo modo desperta controvérsias em torno dessa definição, tendo em vista que de acordo com critério do Instituto Brasileiro de Geografia e Estatística (IBGE), regiões metropolitanas abrangem áreas de 100 Km . Portanto Anápolis, mesmo que seja oficialmente reconhecida como cidade de interior, segundo critérios do próprio IBGE em tese, também fariam parte da Região Metropolitana de Goiânia.
Cada região do estado tem um caráter representativo: o Norte Goiano voltado para mineração, como Alto Horizonte (cobre), Crixás e Pilar de Goiás (ouro), Minaçu (amianto) e Barro Alto e Niquelândia (níquel). Já o Sul é mais focado à agroindústria e turismo.  Jataí, Rio Verde, Mineiros, Itumbiara e Goiatuba na produção de soja, milho e sorgo; possui parques agroindustriais de processamento de soja, derivados de milho e leite. Jataí, Rio Verde,  Mineiros e Itumbiara, também se destacam no abate e no processamento industrial de aves, suínos (fabricação de hambúrgueres, embutidos, empanados, massas, presuntos e conservas bovinas), por meio de unidades industriais da BRF nessas cidades citadas. Jataí é considerada a capital da produção por sua produtividade de milho (2º maior do Brasil), soja e leite (3º maior do Brasil) e ainda por possuir a maior usina de etanol do mundo.
Quirinópolis e Caçu são conhecidas por suas significativas usinas de açúcar e álcool; Catalão que possuem montadoras de automóveis: John Deere,Mitsubishi, além de contar também com atividades de mineração em que consta no município uma das maiores minas de nióbio do mundo; Caldas Novas é maior estância hidrotermal do mundo; e Itumbiara apresenta a montadora da Stemac Grupos Geradores. Já o Centro é mais focado a agricultura: o Vale do São Patrício produz frutas e Goianésia com cana de açúcar. No Oeste o turismo é uma das principais atividades: Aruanã é conhecida pelas praias do Rio Araguaia.[carece de fontes?]

## Cidades mais populosas
1. Anápolis - 375.142 [3]habitantes
2. Rio Verde - 217.048 [4]habitantes
3. Itumbiara - 102.513 [5]habitantes
4. Catalão - 102.393 [6]habitantes
5. Jataí - 98.128 [7]habitantes
6. Caldas Novas - 84.900 [8]habitantes
7. Goianésia - 67.507 [9]habitantes
8. Mineiros - 62.750 [10]habitantes
9. Quirinópolis - 48.508 [11]habitantes
10. Niquelândia - 45.913 [12]habitantes